# Mercedes-Benz L 3000
Le Mercedes-Benz L 3000 est un camion à deux essieux produit par le constructeur allemand Daimler-Benz AG de 1938 à 1944. À partir de 1939, les modèles à propulsion s'appelaient L 3000 S; Les modèles à quatre roues motrices sont appelés L 3000 A et n'ont été construits que de 1939 à 1942.

## Histoire et contexte

### Modèles précédents

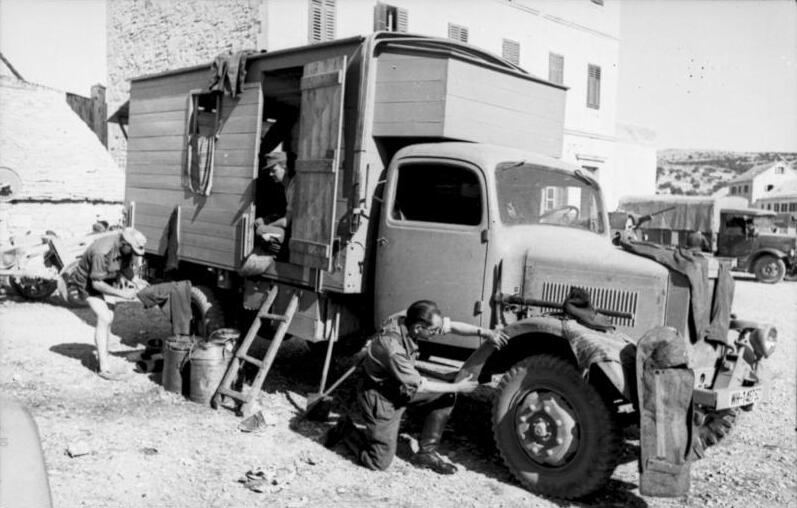
Mercedes-Benz L 3000 S avec caisse, Grèce 1943

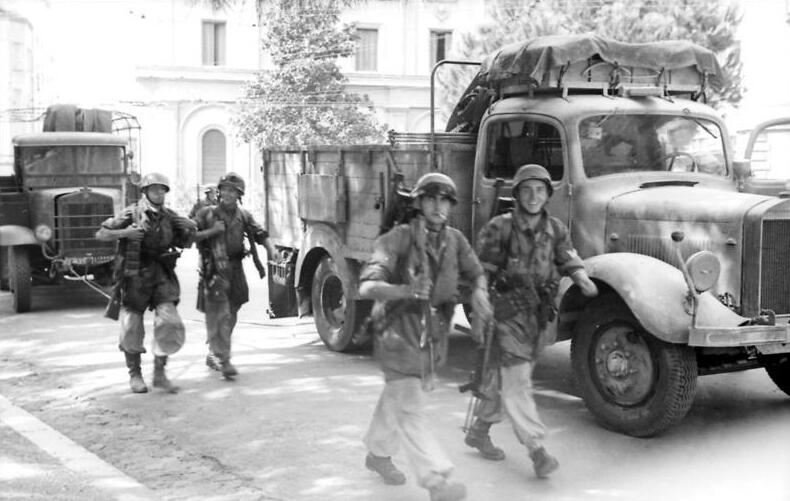
Mercedes-Benz L 3000 S d'une unité de parachutistes, Italie 1944

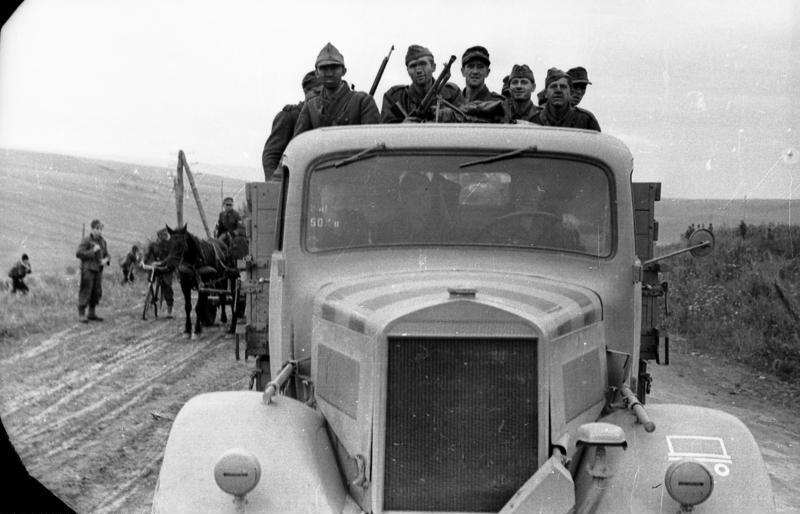
Mercedes-Benz L 3000 S lors du repli des troupes allemandes en Hongrie en 1944

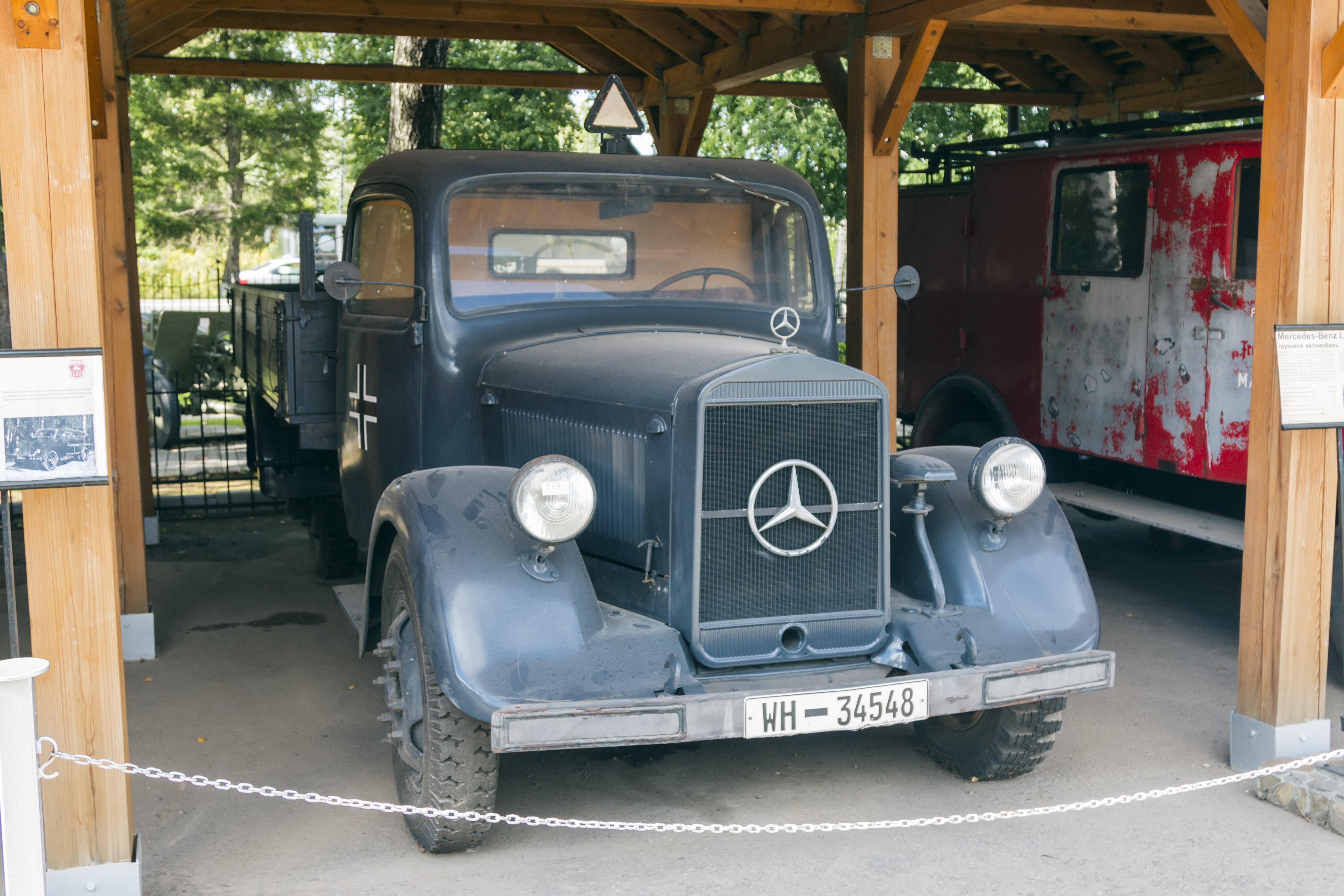
Véhicule de musée

À partir de 1896, Daimler-Motoren-Gesellschaft construit non seulement des voitures particulières, mais aussi des camions légers et lourds d'une charge utile allant jusqu'à 10 t à usage civil et militaire. La Reichswehr a également utilisé des camions de 3 tonnes comme véhicules de transport de troupes. À partir de 1934, Daimler-Benz fabrique des véhicules d'essai tout-terrain sous le nom de Mercedes-Benz LG 63, après des essais réussis, ils sont entrés en production de série en tant que Mercedes-Benz LG 3000 et ils ont été livrés à la Wehrmacht, à la Reichspost, à la Deutsche Reichsbahn et aux entreprises commerciales à partir de 1936.

### Mercedes-Benz L 3000
À partir de 1938, le camion Mercedes-Benz L 3000 de 3 tonnes - appelé LGF 3000 en interne - est devenu un véhicule routier avec une cabine moderne en acier. Contrairement aux camions principalement à essence de son époque, le L 3000 était équipé d'un moteur diesel de 4 849 cm3 d'une puissance moteur de 55 kW (75 ch) à 2 250 tr / min.
Au début de la guerre en 1939, de nombreux L 3000 sont rédigés dans le cadre du supplément de mobilisation matérielle et utilisés par la Wehrmacht. Dans les rapports de force de guerre, la Wehrmacht a classé le L 3000 comme un "camion moyen tout-terrain, ouvert (o)", qui a reçu diverses superstructures et kits d'équipement en fonction de l'utilisation prévue.
Pour des raisons de rationalisation, les constructeurs de camions allemands ont été chargés dès le 1er janvier 1940 de se concentrer sur la production de camions standard au lieu de grande variété de types. Les types L 3000 étaient désormais fournis en tant que "camions standard" sous les désignations Mercedes-Benz L 3000 S (3000 = 3,0 t; S = Standard) et Mercedes-Benz L 3000 A (A = Allrad (transmission intégrale en Allemand)).
La production du L 3000 a été interrompue en 1944 après l'arrêt de la production de l'usine Opel de Brandebourg à la suite d'un raid aérien début août 1944 et Daimler-Benz était désormais le seul fabricant de l'Opel "Blitz" 3.6, qui était vital pour l'effort de guerre. Sa construction sous licence à l'usine de camions Daimler-Benz de Mannheim venait à peine de commencer. En plus du L 3000 et du Opel "Blitz" 3, Daimler-Benz a fabriqué de nombreuses autres classes de taille, dont la plupart ont été utilisées par la Wehrmacht.

### Autres types de camions jusqu'en 1945
Le Mercedes-Benz L 4500 S/A, conçu comme un camion de 4,5 t, a été créé de la même manière, dont certains ont également été construits en tant que véhicule mulet semi-chenillé utilisant un châssis de Panzer II. Des camions plus légers, les Mercedes-Benz L 1100, Mercedes-Benz L 1500 S/A et Mercedes-Benz L 2000 L (= Leicht (léger en Allemand)), ont également été livrés. Les camions civil ne différaient initialement des modèles précédents que par des ailes arrondies. À partir de 1943, les camions civils étaient pour la plupart équipés d'un système de gaz de bois, car les rares carburants essence étaient principalement fournis à la Wehrmacht. Plus tard, une cabine conducteur en bois, qui était habituelle pour les camions civil, a été utilisée.

## Technologie
Le L 3000 est un camion à deux essieux avec un châssis en échelle à profil en U, dont les essieux rigides sont suspendus à des demi-ressorts à l'avant et à l'arrière. L'essieu avant a des pneus simples, tandis que l'essieu arrière a des pneus doubles. Les pneus sont des pneus 7,50-20 tout autour; le L 3000 A est équipé de pneus tout-terrain. Le système de freinage est à commande hydraulique et agit sur toutes les roues, le frein à main agit sur les roues arrière. Il est dirigé par un système de direction 700 Ross de ZF. La puissance est transmise depuis le moteur via un embrayage monodisque à sec vers une boîte de vitesses manuelle à cinq rapports avec arbre intermédiaire. Sur le modèle tout-terrain L 3000 A, la puissance est transmise de la transmission aux roues avant et arrière via trois différentiels à glissement limité. La traction avant peut être désactivée, la vitesse tout-terrain peut également être activée sans que la traction avant ne soit activée.
Le moteur est l'OM 65/4 de Mercedes-Benz. Il s'agit d'un moteur Diesel à quatre cylindres en ligne avec préchambre, soupapes en tête et refroidissement à eau. Le vilebrequin a cinq paliers entraîne l'arbre à cames en dessous via des engrenages droits. Le carburant est injecté dans les antichambres par une pompe d'injection Deckel ou Bosch.

## Variantes du modèle
Les véhicules L 3000 ont été fabriqués en sept versions différentes :
- LGF 3000 : Modèle de base, propulsion arrière, remplacé par la désignation L 3000 S
- L 3000 F : Camion de pompiers
- L 3000 D : Échelle à plateau tournant pour les pompiers
- L 3000 M : Camion à ordures
- L 3000 A : Transmission intégrale
- L 3000 S : Camion standard remplaçant le LGF 3000
- O 3000 : Omnibus

## Quantités LGF 3000 / L 3000 S/A
| Année                | 1938 | 1939 | 1940 | 1941 | 1942 | 1943 | 1944 | total |
| -------------------- | ---- | ---- | ---- | ---- | ---- | ---- | ---- | ----- |
| L 3000               | 718  | 2989 | 6764 | 8689 | 7372 | 5159 | 1914 | 33605 |
| LGF 3000             | *    | *    | *    | *    |      |      |      | 12840 |
| L 3000 A             |      |      |      | *    | *    | *    | *    | 2069  |
| L 3000 M GPL         | *    | *    | *    | *    | *    | *    | *    | 200   |
| L 3000 D             | *    | *    | *    | *    | *    | *    | *    | 50    |
| L 3000 F             | *    | *    | *    | *    | *    | *    | *    | 1775  |
| L 3000 S Essence     | *    | *    | *    | *    | *    | *    | *    | 1000  |
| L 3000 S Diesel      | *    | *    | *    | *    | *    | *    | *    | 13128 |
| L 3000 S GPL         | *    | *    | *    | *    | *    | *    | *    | 133   |
| L 3000 S Gaz de bois | *    | *    | *    | *    | *    | *    | *    | 2270  |
| O 3000 GPL           | *    | *    | *    | *    | *    | *    | *    | 153   |

 Somme légèrement différente car sources différentes
| L 3000   | 3,00 t | 1938–1939 | 12.840 |
| L 3000 S | 3,00 t | 1939–1944 | 18.356 |
| L 3000 A | 3,00 t | 1940–1942 | 2.069  |
| Source   | [ 3 ]  | [ 3 ]     | [ 3 ]  |